# Aphantopus neustetteri
Aphantopus neustetteri är en fjärilsart som beskrevs av Karl Schawerda 1938. Aphantopus neustetteri ingår i släktet Aphantopus och familjen praktfjärilar. Inga underarter finns listade i Catalogue of Life.